# قضیه (فیلم)
قضیه (انگلیسی: Teorema) فیلمی در ژانر درام به کارگردانی پیر پائولو پازولینی است که در سال ۱۹۶۸ منتشر شد.

## بازیگران
- ترنس استامپ
- لائورا بتی
- سیلوانا مانگانو
- ماسیمو جیروتی
- آن ویازمسکی
- نینتو داولی
- آلفونسو گاتو
- کارلو د مِـیو